# Johann Jakob Wick

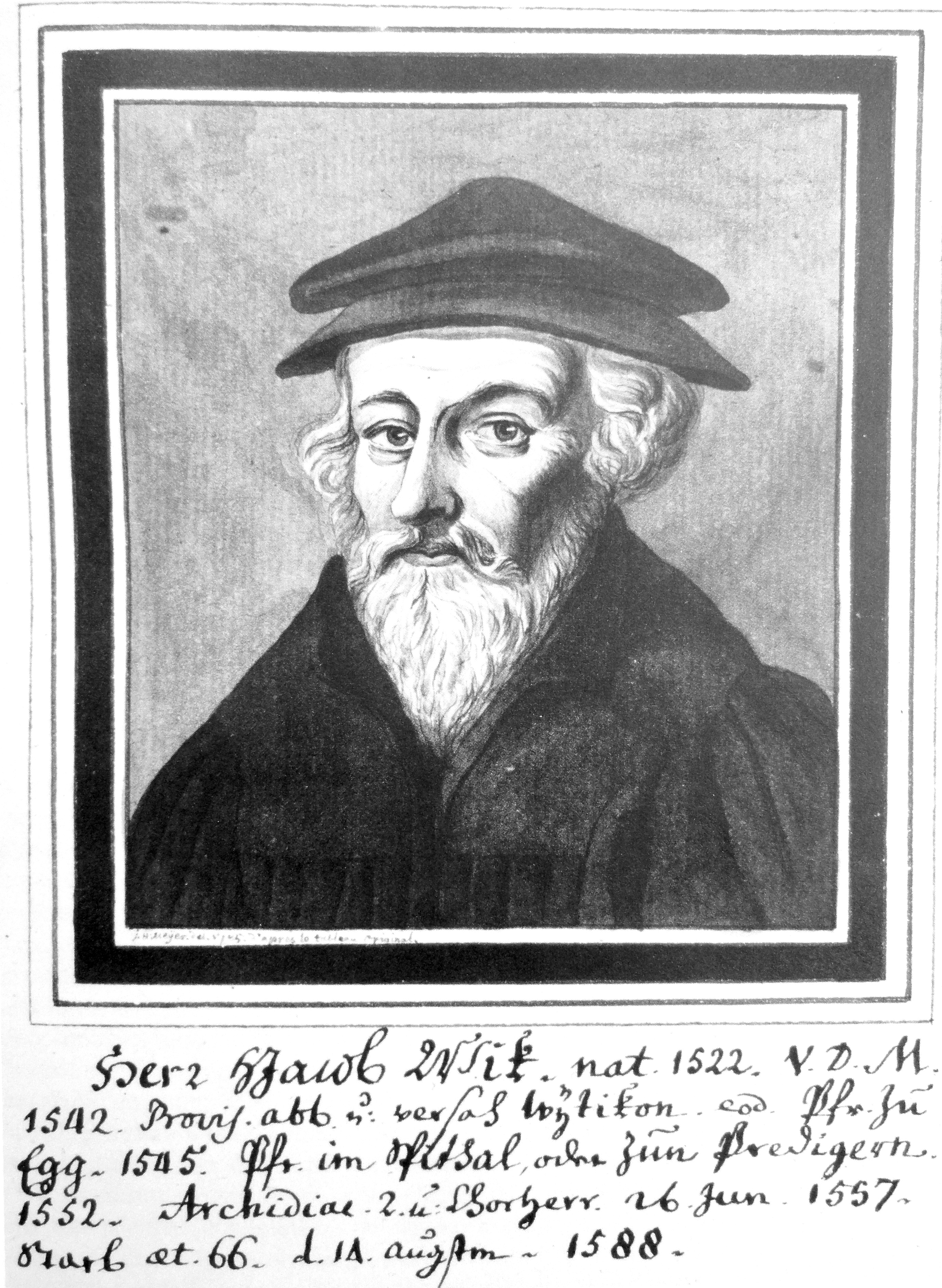
Portrait aus dem Jahr 1785

Johann Jakob Wick (* 1522 in Zürich; † 14. August 1588 ebenda) war ein protestantischer Geistlicher. 
Über seine Eltern ist wenig bekannt, sein Grossvater Hans Wick war Weibel im Rathaus. 1533 kam Wick als Schüler in die von Heinrich Bullinger geführten Lateinschule im ehemaligen Kloster Kappel. Nach Abschluss seiner Ausbildung durch theologische Studien in Tübingen (1540) und Marburg wirkte er als Pfarrer in Zürich-Witikon sowie in der Zürcher Landgemeinde Egg. 1552 wurde er Spitalpfarrer in Zürich. 1557 stieg er zum zweiten Archidiakon am Grossmünster und Inhaber einer Chorherrenpfründe auf. Diese Positionen nahm er bis zu seinem Tod ein.
In die Historiographie eingegangen ist er durch die Wickiana, die heute in der Zentralbibliothek Zürich verwahrt wird; eine illustrierte handschriftliche Sammlung zum Zeitgeschehen, die er in 24 Bänden von 1560 bis zu seinem Tod anlegte.
Wick erscheint in ihr als Anhänger der Reformation der Richtung von Ulrich Zwingli. Er registrierte und illustrierte neben politischen und kulturellen Ereignissen auch Geistererscheinungen und Hexenverbrennungen.